# Joseph Schall

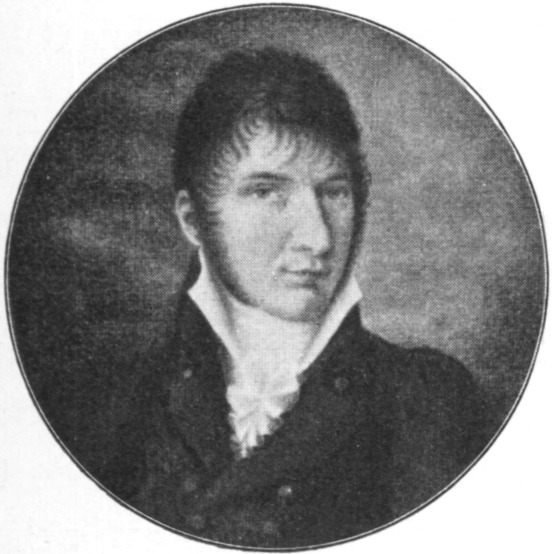
Selbstporträt

Joseph Friedrich August Schall (* 3. März 1785 in Glatz, Grafschaft Glatz; † 19. Oktober 1867 in Breslau, Provinz Schlesien) war ein deutscher Miniaturmaler, Kupferstecher, Lithograf und Zeichenlehrer.

## Leben
Joseph Schall wurde gegen den Widerstand seines Vaters Bildender Künstler. Seine Ausbildung erwarb er weitgehend als Autodidakt. Unterbrochen wurde seine Karriere, die ihn zu einem angesehenen Miniaturmaler, Kupferstecher und Lithografen reifen ließ, durch seinen Eintritt in das 2. (Breslauer) Feldartillerie-Regiment am 18. Mai 1803 und seine Teilnahme an den Belagerungen von Glogau und Schweidnitz im Vierten Koalitionskrieg.
Nachdem er am 10. Dezember 1807 aus der Preußischen Armee entlassen worden war, erhielt er 1808 eine Anstellung am Königlichen Friedrich-Wilhelm-Gymnasium in Breslau, wo er bis 1817 als Lehrer in verschiedenen Fächern unterrichtete. Von Herbst 1810 bis 1840 erteilte er an der Kriegsschule Breslau Unterricht im Planzeichnen, bis 1827 auch in militärischer Geländeaufnahme. Am 9. September 1811 fand er außerdem eine Anstellung als zweiter Zeichenlehrer am Breslauer Matthias-Gymnasium, wo er von 1834 bis 1855 als alleiniger Zeichenlehrer wirkte. Weitere Zeichenlehrer-Stellen bekleidete er von 1816 bis 1859 am kurfürstlichen Orphanotrophium Breslau und 1833/1834 am evangelischen Schullehrer-Seminar Breslau.
Schall sammelte Kupferstiche und restaurierte sie. Auch trat er durch diverse Schriften in Erscheinung. 1838 wurde er zum königlichen Professor ernannt.
Am 13. August 1810 heiratete er Charlotte Klehmet (1782–1854) aus Karlsruhe. Das Paar hatte zwei Töchter und drei Söhne, darunter den späteren Historien-, Kirchen- und Porträtmaler Raphael Schall.

## Schriften (Auswahl)
- Vorlegeblätter zum ersten allgemeinen Elementar-Unterricht im freyen Handzeichnen. Jos. Max und Comp., Breslau 1817.
- Studien für Landschaftszeichner. Jos. Max und Comp., Breslau 1817.
- Vollständiger Leitfaden zum ersten allgemeinen Elementar-Unterricht im freien Handzeichnen, nebst einer Anleitung zum Aufnehmen von Landschaften mit einem höchst einfachen Instrumente. E. Trewendt, Breslau 1858.
- Ausführliche Anleitung zur Restauration vergelbter, fleckiger und beschädigter Kupferstiche. Rudolph Weigel, Leipzig 1863.